# Jean-Baptiste Parant
Jean-Baptiste Parant, lieux et dates de naissance et de décès inconnus, actif à Paris au milieu du XVIIIe siècle, est un claveciniste, organiste et compositeur français.

## Biographie
Pour le moment, on ne sait presque rien de ce Parant, ni ses dates de naissance et de mort, ni son lieu d’origine et de son décès, même son prénom est dérivé d’une signature manuscrite au bas de la page 3 de son livre de clavecin : « J B Parant ». Choron ne le mentionne pas dans son Dictionnaire historique des musiciens pourtant exhaustif.
Tout ce que l’on sait vient de la couverture de la seule publication connue de ce compositeur qui fait état de son poste d’organiste des Quinze-Vingts à Paris. On apprend aussi qu’il était accompagnateur à l’école de chant de l’Opéra de Paris.
On sait aussi par la dédicace à Mademoiselle d’Harcourt de Beuvron qu’il était en relation avec cette famille; deux pièces du recueil y font référence, La D’Harcourt et La Beuvron, respectivement la première et l’avant dernière.

## Œuvre
Premier Livre de Pièces de Clavecin, Paris, gravé par le Sieur Hue, chez l’auteur, sans date, (1762 inscrit à la plume sur l’exemplaire de la BnF.).
1. La D’Harcourt, en sol mineur
2. La Angôt, rondeau en sol majeur
3. La de Monpesat, rondeau en ut mineur; Suitte de la Demonpesat en ut majeur
4. Première Gavotte, en sol majeur; 2e Gavotte, en sol mineur
5. Les Cascades, en sol majeur
6. Menuet, en sol majeur
7. La Debonne Val, rondeau en fa majeur
8. La Majestueuse, allemande en la majeur
9. La Pétulante, en la majeur
10. La de la Bauve, rondeau en la mineur; Suitte de la Bauve en la majeur
11. Menuet, en la majeur
12. Les Festes de Passy, rondeau en la majeur
13. La Follette, en mi majeur
14. Menuet, en mi majeur
15. La De Beuvron, en fa majeur
16. La Lionoise, pantomime en fa majeur